# Moacir Barbosa
Moacir Barbosa Nascimento (27. března 1921, Campinas - 7. dubna 2000, Praia Grande) byl brazilský fotbalista.
Hrál na postu brankáře, především za Vasco da Gama. Byl znám tím, že neměl rukavice. Hrál na MS 1950. Kde udělal chybu která ho následovala do konce života. Jak Barbosa řekl ,, v Brazílii je maximální trest 30 let ale já ho nesu 50let"

## Hráčská kariéra
Moacir Barbosa hrál na postu brankáře za ADCI, Ypirangu, Vasco da Gama, Bonsucesso, Santa Cruz a Campo Grande. Byl znám tím, že neměl rukavice.
Za Brazílii hrál 20 zápasů. Hrál na MS 1950. Je mu připisován na vrub gól Ghiggiy z ostrého úhlu na 1:2 v rozhodujícím utkání finálové skupiny proti Uruguayi.

## Úspěchy
Vasco da Gama
- Jihoamerické mistrovství mistrů: 1948
- Turnaj Rio-São Paulo: 1958
- Campeonato Carioca: 1945, 1947, 1949, 1950, 1952, 1958

Brazílie
- Copa América: 1949
- 2. místo na mistrovství světa: 1950